# 蒼龍 (空母)
蒼龍（そうりゅう / さうりう）は、大日本帝国海軍の航空母艦。大日本帝国が海軍休日時代末期に建造した正規空母である。

## 特徴
蒼龍は建造に至るまで、航空巡洋艦も検討されるなどの紆余曲折を経て、最終的には先行艦の運用経験に基づいて設計、日本初の本格的空母として誕生した。また、台風で艦艇に被害が出た第四艦隊事件の影響で、船体を輪切りにしたり、また工事中に搭載予定航空機の機種や機数も幾度か変更されたため、艤装には困難が伴った。
蒼龍の名前は、帝国海軍の艦船としては御召艦蒼龍に続いて2隻目。戦闘詳報には、「蒼竜」の漢字表記も使用されている。なお戦後、この名称は海上自衛隊のそうりゅう型潜水艦の1番艦「そうりゅう」にも使用されている。

### 構造
艦橋は右舷前部にあり、右舷中部に下方排出式の煙突を2つ持つ。格納庫は2層式で、エレベーターは3基。後部エレベーター脇には揚収用クレーンを備え、加賀や龍驤に見られた格納庫後端の扉は廃止されている。15万馬力の機関を搭載した蒼龍の最大速力は34.9ktを記録し、日本海軍では最も高速の航空母艦であった。また、排水量制限のために搭載機数は大型空母（赤城、加賀）より少ない。少しでも格納庫スペースを確保するために、ボイラーへの給気や機関室の排気などは船体中央付近の舷側に外付けされた箱型の通風筒で行われており、蒼龍と飛龍の外見上の特徴となっていた。
従来艦上機からの個艦識別用として飛行甲板後端に「サ」の文字が書かれていたという説がある。一方で無記入だったとする説もある。ミッドウェー作戦時の空撮写真にそれらしいものがまったく写っておらず、ほぼ同条件で撮影された飛龍はかろうじて「ヒ」の文字が判読できる。
竣工から喪失までの間に大きな改装はなかったが幾度か小改装を施されている。右舷に設置されたマストは、竣工時には艦橋直後の信号マスト1本と、無線マスト25mm機銃の間に無線マスト1本の計2本であったが、1939年の時点では5番高角砲の後部に無線マスト1本が増設されている。他に竣工時にあった2本の滑走静止索のうち、後方のものは撤去され、残った1本の前後に新たに装備され、計3本になった。右舷に設置された艦橋は駆逐艦の艦橋とほぼ同規模の大きさである。1941年に防空指揮所を拡大したという資料が残るというが、確認できる写真が残されていない。1942年には羅針艦橋前面に水面見張所を増設、防空指揮所を更に拡大した改正図が残されているが、こちらも実際に工事を行ったかを確認する写真は残されていない。

### 設備
蒼龍には25ミリ機銃は14基あったが、うち3基は艦首に搭載。艦首に兵器搭載は本艦が初である。後に日本空母の標準装備となる艦尾の着艦標識、滑走静止装置が建造当初から設置されたのは蒼龍が初めてであった。
中型空母としての性能は申し分ないものだったが、他の日本空母と同様にダメージコントロールの面では米英空母と比べ劣り、3箇所のエレベーターの前後に防火鎧扉が設けられ、炭酸ガスで火災消火する方式である。さらに航空機格納庫は密閉式で爆風を逃せず、ミッドウェー海戦における喪失の原因となった。こうした欠点は、可能な限り多くの航空機を搭載し、搭載戦闘機によって敵機を排除しようという発想からきているものであった。

## 歴史

### 開戦前
1921年のワシントン海軍軍縮条約、1930年のロンドン海軍軍縮条約によって、日本海軍の航空母艦保有トン数は81,000トンに制限されるようになり、既存空母4隻（鳳翔、赤城、加賀、龍驤）の排水量を差し引きした残枠は12,630トンであった。このうち、1922年（大正11年）竣工の鳳翔は条約で定められた廃艦に出来る艦齢16年に間もなく達する予定であったため、日本海軍は鳳翔の代艦分8,370トンも加えた残枠21,000トンを用いた航空母艦2隻の建造を計画した。昭和7年度（1932年度）に設計された基本計画番号G6案では、基準排水量12,000トン、20.3cm連装砲3基6門、12.7cm連装高角砲6基12門、艦上機70機を搭載する航空巡洋艦として計画されていた。このG6案が発展した昭和9年度（1934年度）のG8案では、基準排水量10050トン、20.3cm連装砲1基、三連装砲1基5門、12.7cm連装高角砲10基20門、艦上機100機が要求されたが、10,050トンの艦体に収めるのは不可能であり、最終的には15.5cm連装砲1基、三連装砲1基5門、12.7cm連装高角砲8基16門、艦上機70機の計画となった。昭和9年度海軍軍備補充計画（通称・②計画）によってこのG8案を具体化する形で建造開始される予定であったが、建造開始直前の1934年に千鳥型水雷艇が転覆する友鶴事件が発生した影響で、この設計では艦体に比して過大な装備となることが懸念され、最終的には15.5cm砲を搭載しない形に改設計されて建造開始された。これが後の蒼龍である。基本計画番号はG9となった。また、蒼龍建造開始後の1935年に第四艦隊事件が発生したため、更に改設計されている。この時、本艦の溶接構造に異常がないかを確認するため、進水後の船体を二箇所で輪切りにして調査を行った。
当初、蒼龍型航空母艦は軍縮条約の枠内で2隻を建造する予定であったが、蒼龍の建造開始直後の1934年（昭和9年）12月に日本はワシントン軍縮条約からの脱退を通告しており、1936年（昭和11年）12月に条約の効力が切れることが確定した。このため、排水量を抑える必要がなくなり、2番艦は蒼龍から更に拡大設計されて建造されることになっている。これが後の飛龍である。なお、蒼龍は軍縮条約を批准する関係各国に対して、排水量10,000トン、水線長209.84m、最大幅20.84mと通知された。戦前に公表されていた排水量1万トンという数値から、アメリカ海軍内部では、蒼龍型航空母艦について10,000トン級小型空母という認識をもっていた。
ミッドウェー海戦で蒼龍を攻撃したSBDドーントレス急降下爆撃機の乗員は上空から見た艦の大きさから爆撃したのは大型空母加賀だと思い込んでおり、戦後になり取材者から蒼龍だったと指摘されると気色ばんで「そんな小さな空母を爆撃したと言うのか」と詰め寄ったという。エンタープライズ、ホーネット、ヨークタウン攻撃隊は戦闘詳報でいずれも「赤城または加賀を攻撃した」と記録しており、「蒼龍を攻撃した」と報告した飛行隊はなかった。
1934年（昭和9年）11月20日、軍艦「蒼龍」は呉海軍工廠で起工された。書類上では1935年（昭和10年）1月23日に進水したことになっているが、実際には12月23日に進水した。12月23日、大野一郎大佐は蒼龍艤装員長に補職される。1936年（昭和13年）4月1日、蒼龍艤装員長は奥本武夫大佐に補職される。12月1日、蒼龍艤装員長に別府明朋大佐が補職される。
1937年（昭和12年）8月16日、別府明朋大佐は蒼龍初代艦長に補職される。
11月11日の公試では排水量18871トン、機関出力15万2483馬力で34.898ノットを発揮した。
公試成績
| 種別       | 日付 | 排水量(トン) | 速力(ノット) | 馬力(SHP) | 出典   |
| ---------- | ---- | ------------ | ------------ | --------- | ------ |
| 過負荷全力 |      | 18,621       | 35.217       | 160,326   | [ 14 ] |
| 公試全力   |      | 18,871       | 34.898       | 152,483   | [ 14 ] |

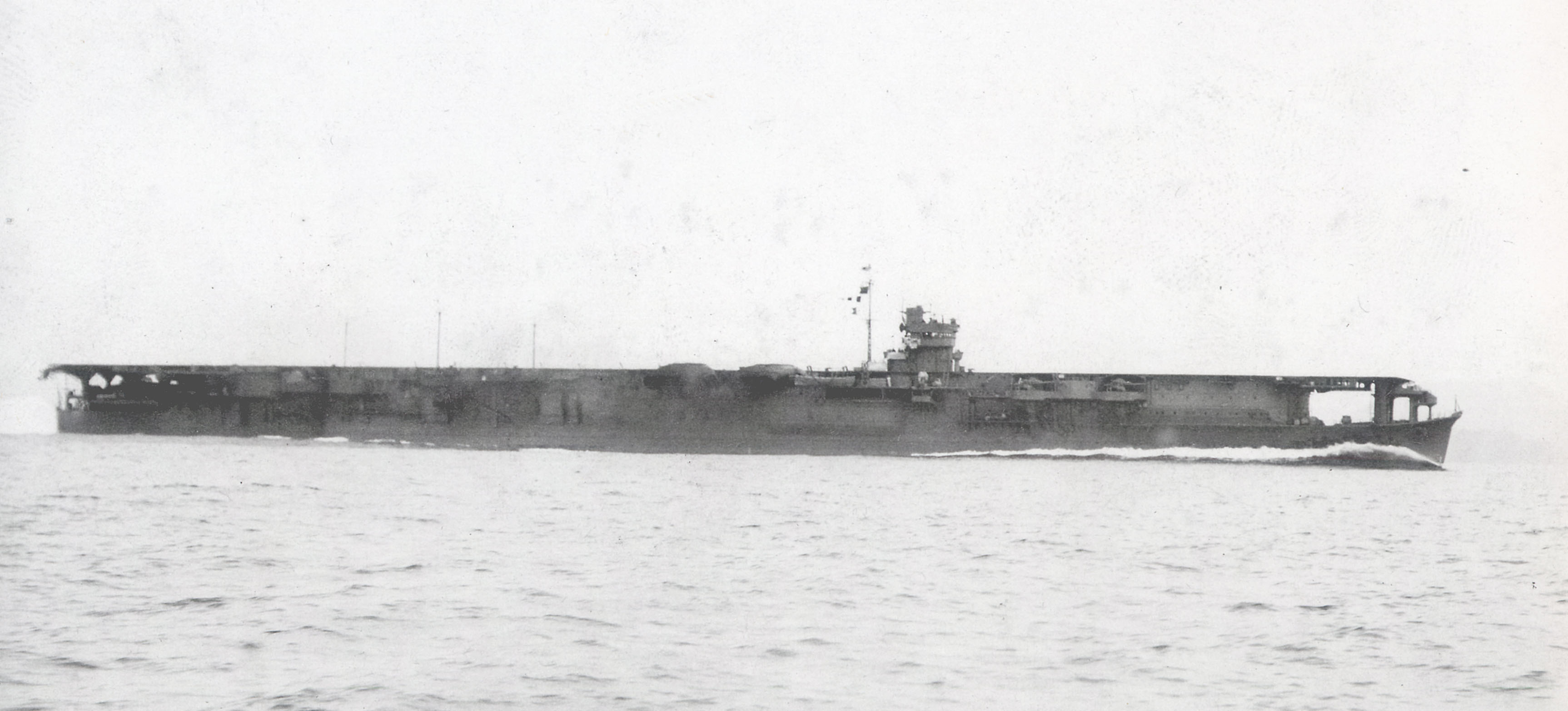
館山沖で能力試験中の蒼龍。(1938年1月22日)。舷側の箱型通気筒が確認できる

12月1日、蒼龍艦長に寺岡謹平大佐が補職された。12月29日、引渡し。1938年（昭和13年）11月15日、蒼龍艦長に上野敬三大佐が補職された。
1938年12月15日、蒼龍は第二航空戦隊（司令官鮫島具重少将）に編入される。1939年（昭和14年）10月20日、第二航空戦隊司令官は戸塚道太郎少将に交代。同年11月15日、準同型艦飛龍の編入にともない、二航戦は空母2隻（蒼龍、飛龍）および第11駆逐隊（初雪、白雪、吹雪）という戦力になる。
1940年（昭和15年）10月11日、横浜港沖で行われた紀元二千六百年特別観艦式に、二航戦の僚艦とともに参加。11月1日、山口多聞少将が第二航空戦隊司令官となる。
1941年（昭和16年）3月、仏印とタイとの国境紛争を調停すべく南方へ進出中、第二十三駆逐隊（菊月、夕月）の駆逐艦夕月と衝突事故を起こした。蒼龍艦首が夕月左舷中央部に乗り上げ、破口が生じた。両艦とも沈没の危険はなかったが、蒼龍は搭載機をうつしたのち佐世保に戻ってドックに入った。4月、修理を終えた蒼龍は横須賀に回航された。
1941年4月10日、第二航空戦隊（蒼龍、飛龍）は、新設された第一航空艦隊に編入される。
太平洋戦争開戦前の7月には南部仏印進駐作戦の支援を行った。
9月12日、赤城艦長長谷川喜一大佐が、赤城と蒼龍の艦長を兼務することになった。9月12日付で内示された昭和17年度海軍戦時編制によれば、第12駆逐隊（叢雲、東雲）は空母蒼龍、飛龍と第二航空戦隊を編制予定であった。
しかし、第12駆逐隊の空母機動部隊への配属は実行されなかった。
10月6日、長谷川大佐は赤城・蒼龍艦長の兼務を解かれ、柳本柳作大佐が蒼龍の艦長に補職された。

### 太平洋戦争

#### 真珠湾攻撃

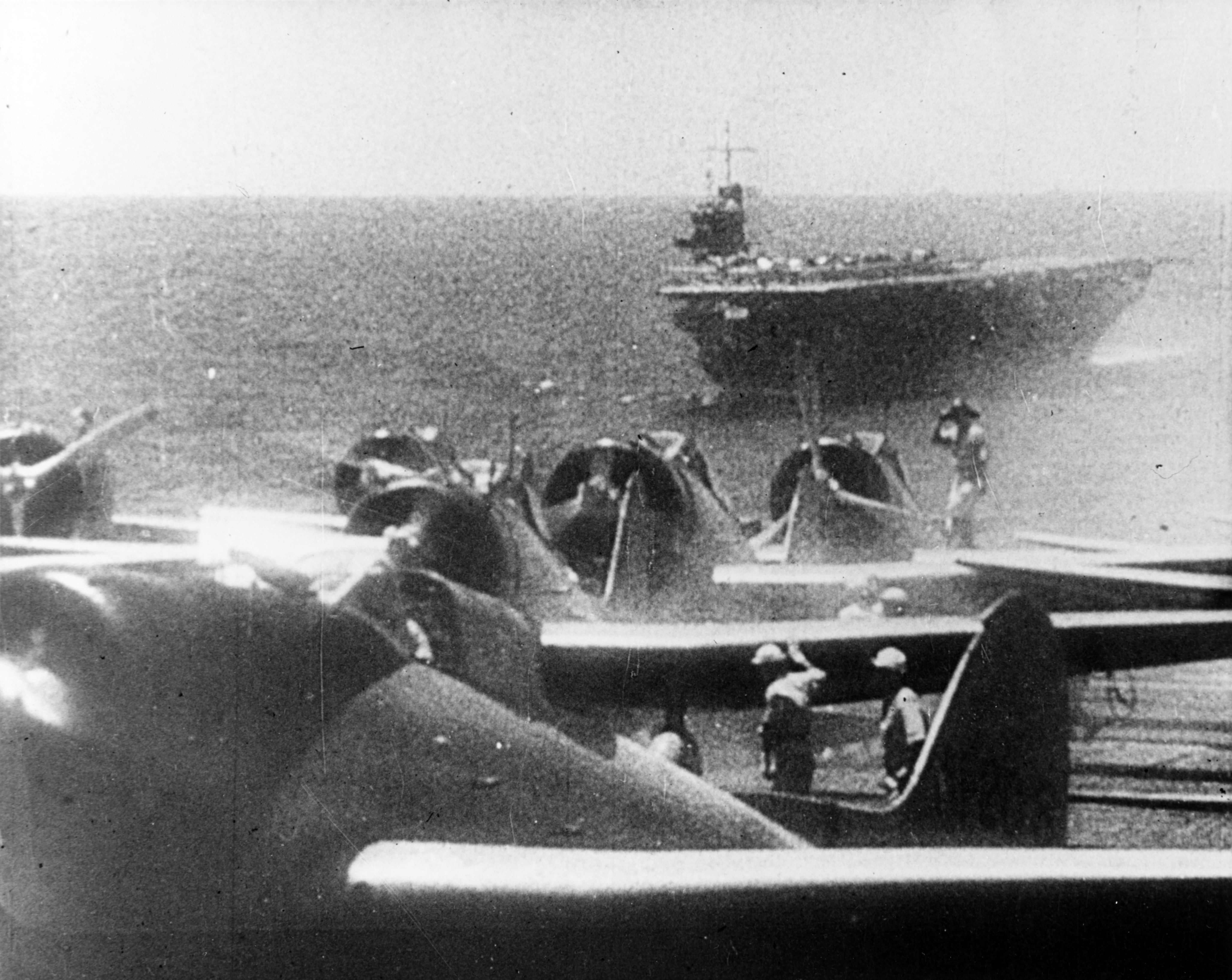
海軍機を満載して航行する「蒼龍」（1941年12月7日）

1941年12月、蒼龍を擁する第一航空艦隊（長官は南雲忠一中将、参謀長は草鹿龍之介少将）は、太平洋戦争劈頭の真珠湾攻撃に参加。
作戦前、軍令部からの要請に応じて、蒼龍・飛龍・赤城を外し、航続力の優れた空母三隻（加賀、翔鶴、瑞鶴）に最も優秀な第一航空戦隊、第二航空戦隊を乗せて作戦を行う案が作られたが、この案を知った第二航空戦隊司令官山口多聞少将は、今まで訓練してきた人と飛行機を取られ、母艦だけ残されては部下に会わす顔がない、攻撃の後は置き去りにしてくれて構わないと反対した。第一航空艦隊は最終的に空母6隻案でまとまり解決している。真珠湾までの道のりは燃料について問題があったが、それを解決するため軍務局の暗黙の了解を得て、南雲長官は自身の責任において軍紀違反である過剰な燃料の搭載を行い解決した。
第二航空戦隊所属の艦載機部隊は、艦上攻撃機隊32機が海軍航空隊出水基地（戦後廃止され跡地は民間に開放、出水海軍航空隊#戦後の出水基地参照）、艦上爆撃機隊36機が海軍航空隊笠ノ原基地（鹿屋航空基地から約5km東にあった）を訓練基地として、そして第二航空戦隊ならび第一航空戦隊所属の艦上戦闘機隊72機は海軍航空隊佐伯基地（戦後廃止され跡地は民間に開放、佐伯海軍航空隊#戦後の佐伯飛行場参照）を訓練基地として、錦江湾や志布志湾、佐伯湾で演習を行い、1941年（昭和16年）11月16日佐世保基地にいた加賀以外の第一航空艦隊（南雲機動部隊）空母5隻は佐伯湾にて艦載機部隊を各陸上基地から離陸させて着艦収容した。
その時の佐伯湾にはハワイ作戦に参加するほとんどの24隻の艦船が集まっており、蒼龍には第二航空戦隊旗艦として山口少将が座乗し、翌17日午後に山本五十六連合艦隊司令長官の視察を受けて、機動部隊旗艦（赤城）に集合した搭乗員達へ真珠湾攻撃の全貌が明かされた際には、母艦に戻った搭乗員達の間で酒宴となり、山口司令官や柳本艦長を胴上げして気勢をあげている。
各艦船は機動部隊としての行動をごまかすため、11月18日午前4時に第一水雷戦隊旗艦の軽巡阿武隈と麾下の駆逐艦9隻が動き出したのを皮切りに、時間をずらしてバラバラに佐伯湾を離れ、艦隊が最終集結する千島列島の択捉島単冠湾を個別に目指した。
艦隊集結予定日通り11月22日に単冠湾へ入り、11月26日南雲機動部隊の一翼として単冠湾を出港し艦列を連ね、一路ハワイ真珠湾へと向かった。
12月8日真珠湾攻撃に参加した蒼龍の艦上機は以下の通りである。
第一次攻撃隊第一波
九七式艦攻18機（水平爆撃隊10機＝指揮官：分隊長阿部平次郎大尉、雷撃隊8機＝指揮官：分隊長長井彊大尉）、零戦8機＝指揮官：分隊長菅波政治大尉
第一次攻撃隊第二波
九九式艦爆18機＝指揮官：飛行隊長江草隆繁少佐、零戦9機＝指揮官：分隊長飯田房太大尉
真珠湾攻撃は戦艦多数を撃沈する大戦果を挙げた。森拾三(雷撃隊2番機操縦士)によれば、事前に目標ではないと説明があったにもかかわらず、艦攻3-4機がフォード島北岸に停泊していた標的艦ユタを雷撃している。蒼龍は第二波攻撃隊から零戦3機、九九艦爆2機が未帰還となった。南雲機動部隊は所在不明の米空母エンタープライズやレキシントンを捜索しながら日本への帰途についた。蒼龍飛行隊長江草隆繁少佐が山口多聞少将や柳本艦長を通じて米空母の徹底捜索と撃滅を進言し、一航艦の長官南雲中将や参謀長草鹿少将が艦隊の保全を優先したとする主張もある。
同時期、ウェーク島攻略にむかった日本軍第四艦隊（司令長官井上成美中将：旗艦鹿島）・第六水雷戦隊（司令官梶岡定道少将：旗艦夕張）は島を守るアメリカ海兵隊の反撃によって思わぬ苦戦を強いられ、駆逐艦2隻を撃沈され撃退された。ハワイからの帰投中だった第二航空戦隊はウェーク島攻略の支援を命じられ、第八戦隊司令官阿部弘毅少将が指揮下する蒼龍含め8隻は南雲機動部隊主隊から分離、12月18日より南洋部隊（指揮官井上成美第四艦隊司令長官）の指揮下に入った。
12月21日、零戦9機、九九艦爆14機がウェーク島に空襲を行った。22日の空襲では零戦3機、九七式艦攻16機が出撃した。ウェーク島到達直前、アメリカ軍戦闘機F4Fワイルドキャットの奇襲を受け九七艦攻3機(含1機不時着着水)が撃墜されるが、そのうちの1機は水平爆撃の名手として知られ、真珠湾攻撃の際に艦攻隊の誘導機を務めた金井昇 一飛曹機であった。23日には第一波(零戦6、艦爆6)、第二波(零戦2、艦攻9)が出撃し、上陸した海軍陸戦隊の支援をおこなった。同日、ウェーク島は陥落。12月23日付で南洋部隊の指揮下を離れ、12月29日に日本本土に戻った。

#### 南方作戦

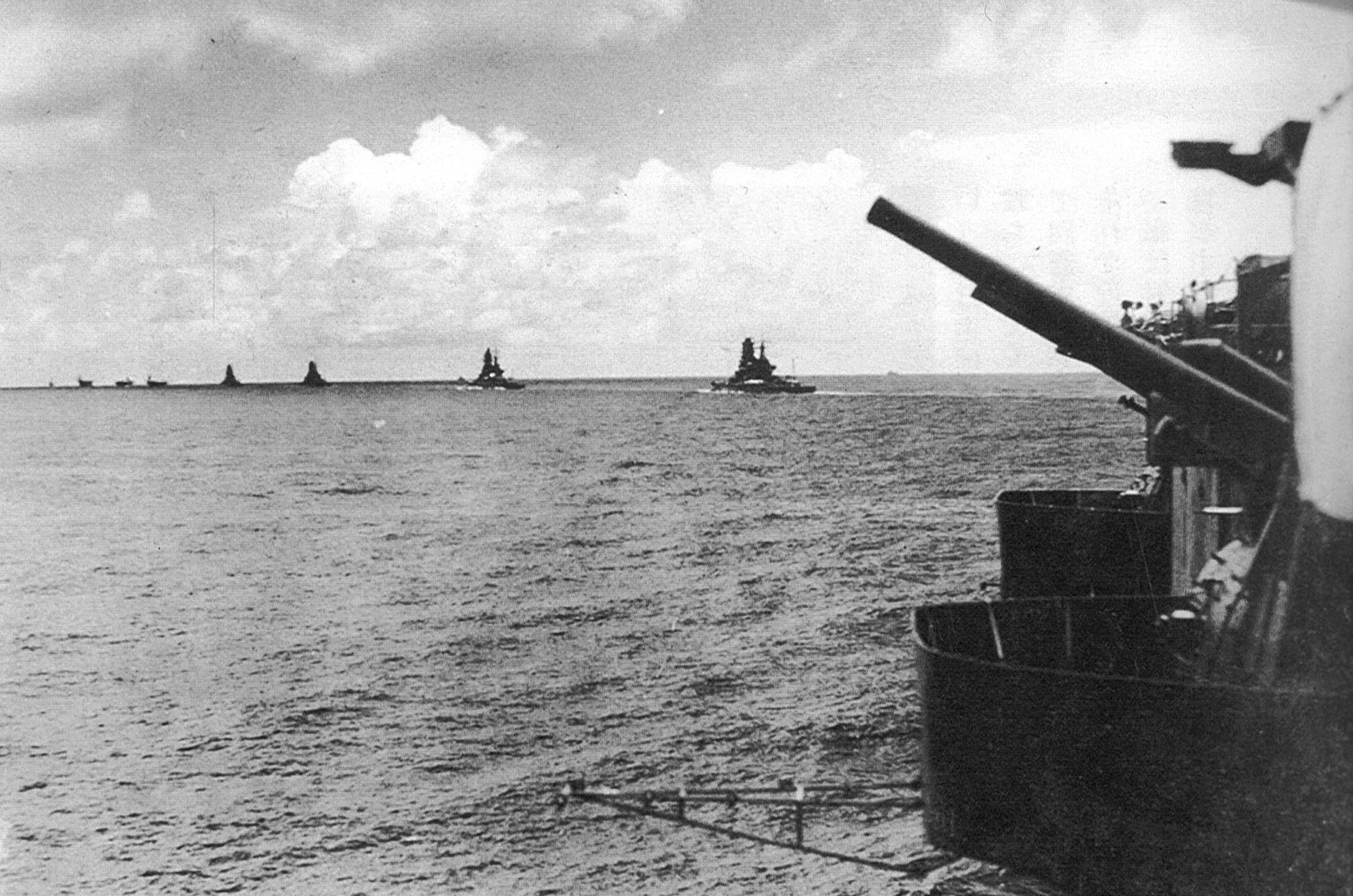
1942年3月30日、インド洋を進む機動部隊。空母「瑞鶴」より撮影。小さく写っている空母は先頭から「赤城」「蒼龍」「飛龍」、その後ろを続行しているのが戦艦「比叡」「霧島」「榛名」「金剛」。

1942年（昭和17年）1月7日（8日）、第二航空戦隊は南方部隊に編入された。1月18日、蒼龍はパラオ諸島に到着した。蒼龍の航空隊はペリリュー島に移動して待機していたが、この間「アメリカ軍潜水艦7隻出現」の索敵報告により、緊急出動している。実際はイルカの大群の誤認であったという。1月21日、飛龍と共に出港。1月23日、2隻からそれぞれ零戦9機、九九艦爆9機、九七艦攻9機がアンボン攻撃に向かったが天候が不良で、代わりに目標とされたテルナテでも攻撃対象がなかったため攻撃取り止めとなった。翌日、同数でアンボンの兵舎群や砲台を攻撃した。この攻撃で損害はなく、1月25日にダバオ着。
2月19日、ダーウィン空襲に「蒼龍」からは零戦9機、艦爆18機、艦攻18機が参加し、艦爆1機が不時着水（乗員は救助された）した。この空襲ではアメリカの駆逐艦「ピアリー」など8隻が沈み、オーストラリアのスループ「スワン」やアメリカの水上機母艦「ウィリアム・B・プレストン」などが損傷している。攻撃からの帰投中に「赤城」機が特設巡洋艦1隻を発見し、「蒼龍」と「飛龍」からそれぞれ艦爆9機が発進。「蒼龍」の艦爆はアメリカ客船「ドン・イシドロ」（3200トン）を攻撃し、5発の直撃弾を受けた「ドン・イシドロ」はバサースト島に擱坐した。一方、「飛龍」の艦爆はフリピン貨物船「フローレンスD」（2638トン）を沈めた。この2隻は物資を積んでフリピンへ向かおうとしていた船であった。
2月21日、蒼龍はスラウェシ島（セレベス島）南東岸スターリング湾に入港した。
3月1日、偵察帰りの九七式艦攻が、クリスマス島南方でフリーマントルに向かう途中のアメリカ給油艦ペコス(USS Pecos, AO–6)を発見、12時55分に空母加賀が九九式艦爆9機からなる攻撃隊（指揮官：渡部俊夫大尉）を発進させ、次いで蒼龍も13時9分に九九式艦爆9機からなる攻撃隊（指揮官：池田正偉大尉）を発進させてペコスに向かわせた。加賀攻撃隊は13時21分にペコスを発見して攻撃態勢に入り、ペコスに直撃弾1発と至近弾8発を与えたが、ペコスも対空火器で応戦して4機が被弾した。加賀攻撃隊は14時39分に加賀に帰投してきた。蒼龍攻撃隊は、加賀攻撃隊がペコスを攻撃中の13時30分に現場に到着。加賀攻撃隊が引き上げていった後に攻撃を開始し、命中弾3発と至近弾1発を与えたが、依然対空砲火はすさまじく5機が被弾した。しかし、ペコスは度重なる被弾で左に15度傾き、やがて艦首を先にして南緯14度27分 東経106度11分 / 南緯14.450度 東経106.183度の地点にて15時48分に沈没した。蒼龍攻撃隊は15時1分に蒼龍に帰投し、ペコスの沈没の瞬間は見ていない。同日午後7時、蒼龍艦爆9機が戦艦比叡や重巡利根、筑摩の砲撃をたくみに回避していた駆逐艦エドサル(USS Edsall, DD-219) を爆撃して航行不能とし、撃沈のお膳立てをした。3月5日、蒼龍攻撃隊がジャワ島チラチャップを空襲して商船3隻撃沈、14隻が損傷したあと自沈した。その後、南雲機動部隊はスマトラ島南方で脱出する連合軍艦艇の捕捉につとめた。
3月6日午前、山口少将（旗艦「蒼龍」）指揮下の8隻は南雲機動部隊本隊から分離、掃蕩を開始した。
山口司令官は第二航空戦隊の護衛に17駆第2小隊（浜風、磯風）を残すと、戦艦2隻と駆逐艦2隻をクリスマス島砲撃に向かわせた。同日午後1-2時に艦爆6・艦攻2が商船プーラウ・ブラスを撃沈、午後4時に艦爆7機が商船4隻を攻撃、商船ウールガーを撃沈したのみで、決定的な戦果を挙げるには至らなかった。3月11日、スターリング湾に入港する。
3月26日、南雲機動部隊（赤城、蒼龍、飛龍、瑞鶴、翔鶴）として出撃し、インド洋へ向かう。4月5日から4月9日にかけてセイロン沖海戦にも機動部隊の一角として参加する。英駆逐艦テネドス、仮装巡洋艦ヘクターを撃沈した。さらにイギリス軍東洋艦隊を襲撃した際には、他空母攻撃隊と協同して英空母ハーミーズ、重巡洋艦ドーセットシャー、コーンウォール、豪駆逐艦ヴァンパイア、コルヴェット艦ホリホック、給油艦アセルステーン、ブリティッシュ・サージャントを撃沈した。同海戦での蒼龍艦爆隊の命中率は78％にも及び、各地で華々しい戦果を挙げた。4月18日のドーリットル空襲の際には、台湾海峡を航行中だったため、千葉県沖にいたハルゼー提督の第16任務部隊を捕捉することはできなかった。4月22日、日本・横須賀軍港に戻る。この時、第二航空戦隊の旗艦は飛龍に変更され、定期人事異動によって南雲機動部隊の航空戦力は「基礎訓練の修了レベルに到達した者は一人もいなかった。未熟な航空兵は昼間着艦する段階にも達しておらず、熟練搭乗員の中にさえ明らかに腕の落ちた者がいた」という状態になる。

#### ミッドウェー海戦

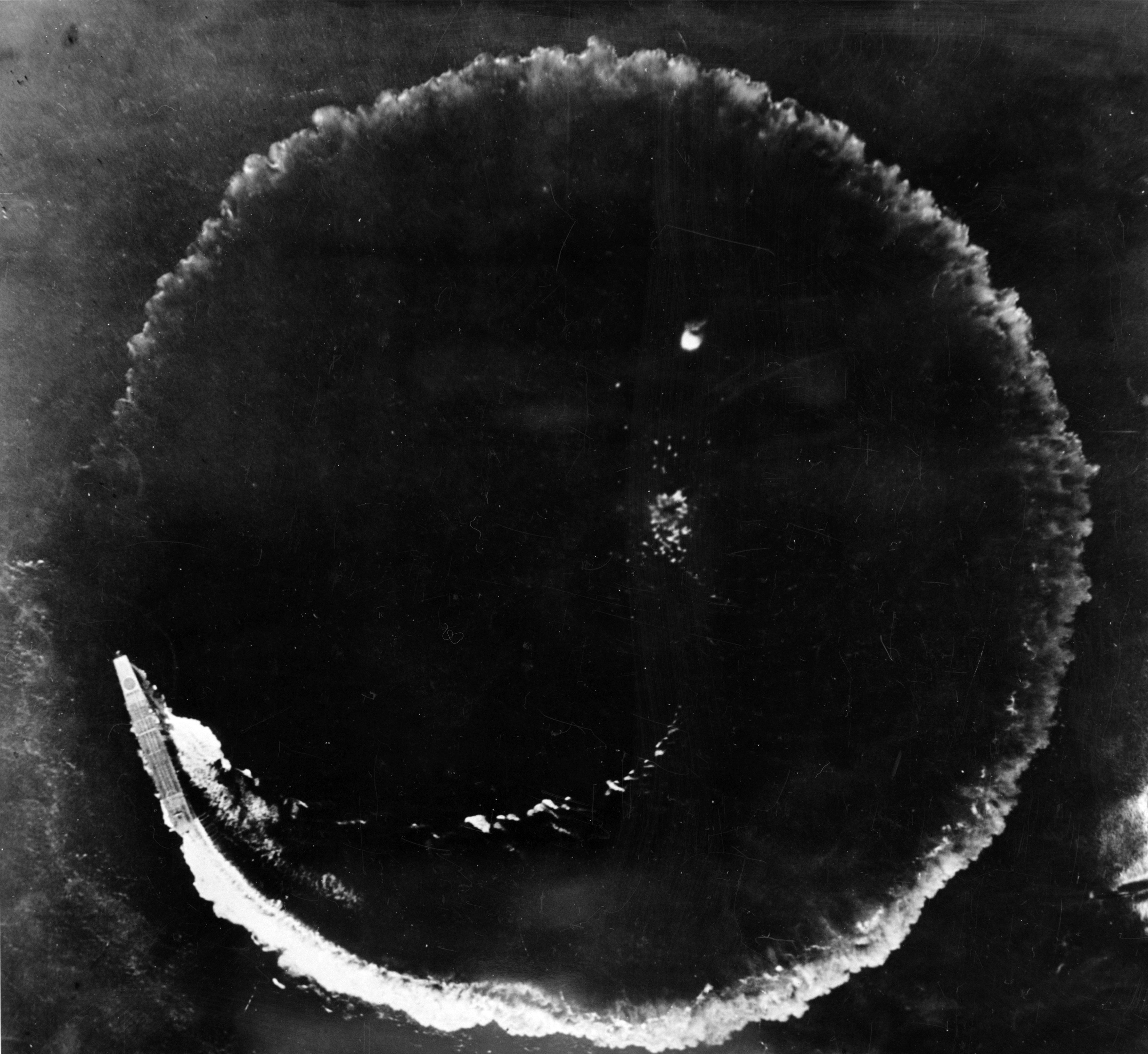
ミッドウェー海戦で、回避運動を続ける蒼龍

1942年6月初旬、第一航空艦隊の指揮下でミッドウェー作戦に参加。
5月27日、蒼龍は日本を出発した。出撃前、蒼龍の長沼道太郎機関特務大尉は、床屋から「日本海軍が行けばミッドウェーでも楽勝ですね」とおだてられたという。蒼龍の艦攻操縦員だった大多和達也は、戦後アメリカの作家から「士官が作戦を芸者に聞かせて、そこから漏れた」という話を聞いたという。
日本時間6月5日午前1時30分、南雲機動部隊からミッドウェー島への第一次攻撃隊が発進する。この時の出撃陣容は各空母共に零戦は稼働半数の9機、攻撃機は第一航空戦隊は九九艦爆の稼働全18機、第二航空戦隊は逆に九七艦攻の稼働全18機を出撃させている。九七艦攻は魚雷ではなく、800kg陸用爆弾を搭載しての出撃である。アメリカ軍基地から発進したF4Fワイルドキャット戦闘機6機、F2Aバッファロー戦闘機19機の迎撃と対空砲火により、蒼龍攻撃隊は全機が被弾して艦攻3機を喪失(不時着2含む)、零戦搭乗員1名が重傷を負った。残る艦攻も1機が飛龍に着艦、即時使用可能艦攻は10機であった。ミッドウェー島攻撃隊からの「第二次攻撃の必要性あり」の連絡を受け、午前4時15分、南雲司令部はアメリカ軍機動部隊出現に備えて対艦攻撃用の装備で待機させていた攻撃隊に対し、陸上攻撃用爆弾への換装を命じた。
午前4時40分、重巡利根から発進した零式水上偵察機が「敵らしきもの10隻みゆ」と報告した。一航艦参謀長草鹿龍之介少将は、空母が付近にいると思うと同時に「敵らしき」だけでは命令の変更には不十分であり、「艦種知らせ」と利根機に指示した。午前5時20分、利根機が敵空母の存在を報告する。この時、蒼龍は十三試艦上爆撃機の試作機を改造した試作偵察機を搭載しており、南雲長官は十三試艦爆の投入を命じた。操縦は飯田正忠(飛曹)、偵察は近藤勇(飛曹長)であった。午前5時30分に発進した十三試艦爆は午前8時30分ごろアメリカ軍機動部隊を発見し、蒼龍の被弾後は午前10時30分に空母飛龍に着艦して情報をもたらしている。なお十三試艦爆はアメリカ軍機動部隊発見を南雲機動部隊に向けて発信したが、無線機故障により艦隊側では受信できなかった。十三試艦爆の活躍に対し、戦闘詳報は「敵機動部隊情況不明なりし際、極めて適切に捜索触接に任じ、その後の攻撃（飛龍の反撃）を容易にならしめたり。功績抜群なり」と評価している。一方で、蒼龍の雷撃機操縦員だった森拾三によれば、艦爆や艦攻搭乗員達は「索敵で日が暮れる」と艦隊司令部への不満を抱いていたという。
その後、蒼龍はアメリカ軍ミッドウェー基地航空隊の波状攻撃を受け、回避行動と直衛戦闘機の発進に専念する。またミッドウェー基地攻撃に出撃した艦攻隊の収容も行ったため、アメリカ艦隊に向けた攻撃隊の発進準備は遅々として進まなかった。艦攻の収容に至っては、午前6時50分までかかっている。午前7時以降、南雲機動部隊は米空母ホーネットやヨークタウンから発進したTBDデバステーター雷撃機の攻撃を受け、蒼龍も魚雷を回避する。この状況下、零戦隊も各艦の注意も低空のアメリカ軍機に向けられた。蒼龍戦闘詳報では、直衛零戦の行動や連絡方法について「戦闘機使用電波を制空用・上空直衛用の2種類に分くるる不必要なるのみならず、今回の如き電波転換の暇なき場合、直衛指揮に支障をきたすことあり」「敵雷撃機に味方戦闘機集中の傾向大なり」と問題点を指摘している。
日本時間午前7時25-28分頃（現地時間10時25分頃）、蒼龍は米空母ヨークタウン所属SBDドーントレス急降下爆撃機十数機の攻撃を受けた。ちょうどミッドウェー島攻撃から戻ってきた第一次攻撃隊艦攻搭乗員達が、搭乗員待機室で食事を取っている時だった。砲術長が気付いて対空射撃を行うもアメリカ軍機の阻止には至らず、投下された1,000ポンド爆弾三発がそれぞれ三基のエレベータ付近に一発ずつ命中した。一発が格納庫下段、二発が格納庫上段で炸裂する。当時の蒼龍には陸用爆弾から魚雷への兵装転換ではなかったものの、第二次攻撃隊として出撃予定の爆弾を搭載した九九艦爆と、帰艦した第一次攻撃隊の九七艦攻に搭載する為に左舷中央部艦底にあった魚雷調整場から格納庫に揚げられていた魚雷18本があった。それらが次々に誘爆を起こし深刻なダメージを与えた。小俣定雄(上機曹、蒼龍機関科電気分隊)は、最初の一弾が主蒸気管を破壊し、罐室が全滅、主機械と発電用タービンが停止したと推測している。撃沈確実と判断したアメリカ軍攻撃隊は警戒艦に目標を移し、駆逐艦磯風に至近弾を与えた。磯風は小破した。
蒼龍では砲術長が負傷したが、柳本艦長、浅海航海長、楠本飛行長は健在だった。
午前7時40分、機関が停止した。蒼龍の機関部では通風孔から炎が噴出し、やむなく復水機の蒸留水を飲んでしのいだ。応急班員は格納庫内での爆弾や燃料の誘爆で死傷し、彼らを手伝う筈の機関部員は火災で機関室に閉じ込められ、被弾と同時に電源が切れたため消火ポンプも作動せず、消火活動ははかどらなかった。日本空母の弱点であったダメージコントロールの低さも災いしたが、被弾の時点でもはや手がつけられず、被弾からわずか15分後の午前7時45分に総員退去が下令される。大部分の乗組員は炎に追われ、また爆風で海に吹き飛ばされた。総員退去が伝わらず、艦前部や後部に留まっていた乗組員も多数いたという。救助にあたった磯風は蒼龍脱出者に対する米軍機の銃撃を目撃している。午前8時12分、重巡筑摩（艦長古村啓蔵大佐）から救援人員を乗せた短艇が到着した。
南雲司令部は第17駆逐隊第2小隊（磯風、浜風）に対し、蒼龍護衛と北西への退避を命じる。だが午後2時に磯風から南雲司令部（長良）に対し、蒼龍航行不能と今後の行動指示を乞う旨の返答があった。午後2時32分には、火災が一旦鎮火したという報告が入った。乗員の駆逐艦への移乗を開始し、午後3時2分、17駆第2小隊（磯風、浜風）は蒼龍の生存者を収容した。その後火災が少し収まったので、楠本幾登蒼龍飛行長は防火隊を編成して再度乗艦の準備を始める。直後に再度の爆発が起こり、救出は不可能と判断された。乗組員達は柳本柳作蒼龍艦長に脱出するよう懇願したが、拒否される。柳本艦長の最期には、艦橋の炎の中に飛び込んだ、ピストルで自決した、など諸説ある。
日本時間6月5日午後4時13-15分（現地時間6月4日19時13分）、蒼龍は日没と共に沈没した。随伴駆逐艦（磯風）の魚雷により処分されたという異説もあり、南雲の戦闘詳報は事実を隠して「沈没」としか書いていないという意見もある。浜風に救助された艦攻操縦員だった大多和達也は大爆発と共に蒼龍中央部に水柱があがると、艦尾から沈んだと述べている。午後4時20分、磯風は水中で大爆発が起きたのを確認した。
柳本艦長以下准士官以上35名、下士官兵683名、計718名が戦死、その中には艦内の火災で脱出不可能となった機関部員が多く含まれていた。機関科の脱出者は定員300名中、30名弱でしかなく、弾薬運びなどの応援作業に派遣されて機関室にいなかった新兵が中心だった。搭乗員戦死者は機上6名、艦上4名の合わせて10名（戦闘機4名、艦爆1名、艦攻5名）で、江草隆繁飛行隊長以下、搭乗員の多くは救助された。直衛隊の零戦数機が飛龍に着艦して戦闘を続けたが、同艦沈没と共に全機が失われた。戦闘詳報による蒼龍の沈没位置は北緯30度42分5秒 西経178度37分5秒 / 北緯30.70139度 西経178.61806度。のちに生存者は磯風から水上機母艦千代田等に移り、日本本土へ戻った。
なお、アメリカ海軍省は潜水艦ノーチラスの報告から、ノーチラスが蒼龍を撃沈したと長く信じていた。戦後、日本軍側将兵の多数の証言からノーチラスは艦型が似ていた蒼龍と加賀を間違えて報告した事が判明した。

## 年表
- 1934年 - 11月20日 呉海軍工廠にて起工。
- 1935年 - 12月23日 進水。
- 1937年 - 12月29日 竣工。第2航空戦隊に編入される。
- 1938年 - 広東攻略作戦に参加。
- 1941年 - 12月8日 真珠湾攻撃。
  - 12月21日、22日飛龍と共に第2次ウェーク島攻略作戦。
- 1942年 - 1月アンボン島攻略作戦を支援。
  - 2月19日 - ポートダーウィン空襲に参加。
  - 3月 - ジャワ島近海で給油艦ペコスを撃沈。
  - 4月5日から4月9日 - セイロン沖海戦に参加、イギリス海軍空母ハーミーズ等を撃沈。
  - 6月5日 ミッドウェー海戦にて沈没。
  - 8月10日除籍。

## 艦長
艤装員長
1. 大野一郎 大佐：1935年12月23日[42] - 1936年4月1日[43]
2. 奥本武夫 大佐：1936年4月1日[43] - 12月1日[44]
3. 別府明朋 大佐：1936年12月1日[44] - 1937年8月16日[45]

艦長
1. 別府明朋 大佐：1937年8月16日[45] - 12月1日[47]
2. 寺岡謹平 大佐：1937年12月1日[47] - 1938年11月15日[49]
3. 上野敬三 大佐：1938年11月15日[49] - 1939年10月15日[168]
4. 山田定義 大佐：1939年10月15日[168] - 1940年10月15日[169]
5. 蒲瀬和足 大佐：1940年10月15日[169] - 11月25日[170]
6. 上阪香苗 大佐：1940年11月25日[170] - 1941年9月12日[59]
7. （兼）長谷川喜一 大佐：1941年9月12日[59] - 1941年10月6日[61]（本職：赤城艦長）
8. 柳本柳作 大佐：1941年10月6日[61] - 1942年6月5日戦死（同日付、少将）[171]